# ピンポンパン体操
「ピンポンパン体操」（ピンポンパンたいそう）は、フジテレビ『ママとあそぼう!ピンポンパン』の楽曲のシリーズである。 

## 1971年版
作詞：阿久悠、作曲：小林亜星、歌：杉並児童合唱団・お兄さん（金森勢）。振り付けは西条満が担当。第14回日本レコード大賞童謡賞受賞。
阿久悠の著書には「NHKが制作する童謡の人気を上回るものを依頼され作詞した」とある。
1971年10月から、番組内で出演者たちによるお遊戯の曲として使用されて大人気となり、視聴者の問い合わせが殺到したためレコード化された。レコードは発売から約2週間で30万枚以上を売り上げ、さらに追加プレスが10万枚に達した。発売1か月の売上は50万枚。累計では約260万枚を売り上げた。阿久悠によると「キャバレーのおねえさんたちも踊る」ほどの大流行になった。※当時のオリコン規定で童謡チャートのみランキング。
歌詞には当時流行していた事柄・CM・歌などのパロディがふんだんに織り込まれている。
- ズンドコ節[8]（ザ・ドリフターズ[7]）
- トラのプロレスラー（タイガーマスク[1][7]）
- 空手
- ガンバラナクッチャ（新グロモント）
- 忍者[7]
- 怪獣[7]
- 王選手（王貞治）[7]
- 水虫（当時、水虫のCMが人気であった[7]）

阿久によると、元々歌詞には「ご町内の皆様、意地悪ママ、怒りママと怪獣人形の交換でございまアす…〔ママ〕」という台詞があり、これは当時6歳の阿久の長男・深田太郎が最も気に入っていたが、時間の都合でカットされてしまったという。

### シングル収録曲
シングルレコードは日本コロムビア（SCS-149）とキャニオンレコード（CX-1）の競作で発売された。
1. ピンポンパン体操
作詞：阿久悠、作曲：小林亜星、歌：金森勢、杉並児童合唱団
2. ピンポンパンのうた
作詞：山元護久、作曲：渡辺岳夫、歌：石毛恭子、杉並児童合唱団

### カバー
ピンポンパン体操
- ザ・ドリフターズ（1972年、東芝音楽工業 TP-2660）
  - 編曲：川口真。曲名は「ドリフのピンポンパン」。「ドリフの真赤な封筒」と両A面。
  - パロディの元ネタとなった歌手がカバーした珍しい例。
- 小鳩くるみ（1971年、日本ビクター KV-6）
  - 編曲：寺岡真三。A面は「 ちびっこ盆おどり いい湯だな」。
- ブルービー（テイチク）
  - 編曲：竜崎孝路。2007年発売『テレビ探検隊シリーズ2 70's TVテーマ・コレクション』に収録。
- ロイヤルナイツ、東京放送児童合唱団（1975年、CBS・ソニー）
  - 編曲：小森昭宏。LP『よいこのテレビマンガ大行進 '75』（SOBU-1）に収録。
- 宍倉正信、東京少年少女合唱隊（1976年、ポリドール）
  - 編曲：石川皓也。宍倉正信、入江進、東京少年少女合唱隊のシングル『地球をどんどん』（DQ2003）のB面。
- ピンク・レディー（ビクター音楽産業）
  - 企画LPに収録された。2006年発売『ピンク・レディー・プラチナ・ボックス』で初CD化。
- テレビ・マンガ合唱隊（BMGファンハウス）
  - 1999年発売『踊るテレビ＆アニメ・ヒット集』（BVCK-38064）に収録。
- 若草ジャイアンツ（1977年、ポリドール、DR-6088）
  - メドレー曲「ディスコ・ベイビーちゃん」（編曲：淡海悟郎）の1曲として披露。シングルとして発売。
- モーニング娘。（亀井絵里・道重さゆみ・田中れいな・久住小春・光井愛佳・ジュンジュン・リンリン）（2008年、アップフロントワークス）
  - 阿久悠作品のトリビュート・アルバム『COVER YOU』（EPCE-5585）に収録。
- 倉田佳三（年代不明、ドレミファ楽譜）
  - 「ドレミファブック」に続く童謡レコード集「うたとリズム」の第5巻に収録。合唱はオリジナルの杉並児童合唱団。

### 関連番組
『ピンポンパン』や『レコ大』以外にも、様々なテレビ番組で使用された事がある。
- 1972年3月23日に放送された『オールスター歌とゲームで大合戦』（『テレビグランドスペシャル』枠）で、ゲームの合間に出場者である歌手が披露した。
- 1978年4月3日に放送された『オールスター春の祭典スペシャル』に酒井ゆきえ時代のレギュラーが全員出演し、『ひらけ!ポンキッキ』のガチャピンとムック、おねえさん（高橋愛美）、おにいさん（はせさん治、パンチョ加賀美。なおはせは本曲がヒット中『ピンポンパン』にモンピーの声役で出演した事がある）と共演、双方のヒットソングをメドレーで歌い、最後は『ピンポンパン』と『ポンキッキ』の全出演者、そして番組出演者の関口宏（『スター千一夜』）、水の江瀧子、近江俊郎、立川清登（以上『オールスター家族対抗歌合戦』）、小野ヤスシ、宮尾すすむ（以上『スターどっきり㊙報告』）と共に踊った。
- 1994年3月10日にTBS系列で放送された『TVジェネレーション』に、本曲を作曲した小林亜星がゲスト出演、番組のラストに新兵ちゃん（坂本新兵）、ガンちゃん（石村治樹）、カータンが出演して踊った。
- 1997年4月4日に放送された『ザッツお台場エンターテイメント!』（第5夜）に、石毛恭子から井上佳子までの歴代のお姉さん（初代・渡辺直子は出演せず）、おにいさん、ガンちゃん、カータンが出演し、『ポンキッキーズ』のガチャピン・ムック・Pちゃんと共演、最後は都内の幼稚園から招いた幼児と一緒に本曲を踊った。

なお1972年4月18日に放送された『ドリフターズだ!全員変身』（『火曜ワイドスペシャル』枠）では、ドリフによる『ドリフのピンポンパン』が主題歌として使用された。

## 1972年版
作詞：阿久悠、作曲：小林亜星、編曲：筒井広志、歌：東京荒川少年少女合唱隊・お兄さん（金森勢）。
正式な曲題は、1971年版と同じ「ピンポンパン体操」であるが、オムニバスCDなどでは1971年版との識別を容易にする目的で、「ピンポンパン体操（第2ヴァージョン）」「ピンポンパン体操 '72」「ピンポンパン体操（その2）」などといった表記が通例的に用いられている。当時の『ママとあそぼう!ピンポンパン』関連のLPでは1971年版を「ピンポンパン体操（ずんずん…）」、1972年版を「ピンポンパン体操（そっくり…）」と表記していた。
1971年版の売れ行きには及ばなかったが、レコードは発売1か月あまりで20万枚を売り上げた。
動物を中心にした内容となり、1971年版に見られたCMなどのパロディは、「怪獣1番 変身2番 3時のおやつは抜きにしよう」（「文明堂のカステラ」）だけになった。

### シングル収録曲
シングルレコードは日本コロムビア（SCS-179）とキャニオンレコード（CX-13）の競作で発売された。
1. ピンポンパン体操
作詞：阿久悠、作曲：小林亜星、歌：東京荒川少年少女合唱隊、金森勢
2. ピンポンパンのうた
作詞：山元護久、作曲：渡辺岳夫、歌：石毛恭子、杉並児童合唱団

## ピンポンパン体操 '74
作詞：阿久悠、作曲：小林亜星、編曲：筒井広志、歌：東京荒川少年少女合唱隊・お兄さん（金森勢）。
動物が中心だった前作から、西洋妖怪（フランケンシュタイン・ドラキュラ・狼男）と「友達」に変更、また2年振りにCMなどのパロディが登場した。
- 止めてくれるなおっかさん（東大駒場祭）
- じっと我慢の子であった（ボンカレー）
- 赤とんぼの歌（あのねのね）
- 大変うたい込み（ザ・ドリフターズ）
- 今何時、いい感じ（明星ラーメン ビーフ味）
- さすがわかっていらっしゃる・ウィーダバシャバ（サントリービール純生）
- ちょっとだけよ（加藤茶(ザ・ドリフターズ)）

### シングル収録曲
シングルレコードは日本コロムビア（SCS-218）とキャニオンレコード（CX-23）の競作で発売された。
1. ピンポンパン体操 '74
作詞：阿久悠、作曲：小林亜星、歌：東京荒川少年少女合唱隊、金森勢
2. げんこつくん
作詞：阿久悠、作曲：小林亜星、歌：石毛恭子、東京荒川少年少女合唱隊
3. ピンポンパンのうた
作詞：山元護久、作曲：渡辺岳夫、歌：石毛恭子、杉並児童合唱団

### カバー
ピンポンパン体操 '74
- 池田鴻、サカモト児童合唱団（1974年、キングレコード SKM(H)-2191）
  - 編曲：佐藤亘弘。LP『テレビマンガ全員集合!』に収録。
- CBS・ソニー児童合唱団（1975年、CBS・ソニー SOBU-1）
  - 編曲：池田正城。LP『よいこのテレビマンガ大行進 '75』に収録。

## ピンポンパン体操「チュンパラ・ブギ」
作詞・作曲：みなみらんぼう、編曲：萩田光雄、歌：お兄さん（金森勢）、ピンポンパンちびっこ合唱隊。
子供向けのブギとして話題になった。「スズメ」をテーマにした。2番と3番の間の間奏が珍しく長い。

### シングル収録曲
シングルレコードは日本コロムビア（SCS-259）とキャニオンレコード（CX-29）の競作で発売された。両盤の収録曲は同一であるが、A面・B面がそれぞれ異っている。
1. チュンパラ・ブギ[15]
作詞・作曲：みなみらんぼう、編曲：萩田光雄、歌：金森勢、ピンポンパンちびっこ合唱隊
2. ピンポンパンだよ!ピン[16]
作詞：山元護久、作曲：渡辺岳夫、編曲：松山祐士、歌：酒井ゆきえ、ピンポンパンちびっこ合唱隊

## ピンポンパン体操「あたふたバンバン」
作詞：山元護久、作曲：小林亜星、歌：お兄さん（金森勢）、ビッグ・マンモス、ピンポンパンちびっこ合唱隊。
「○○前」を中心に、動物キャラや家族の「前」を歌った。1975年10月から『ひらけ!ポンキッキ』の枠移動に伴い、放送時間が10分縮小されたため、前作より時間が減らされた。

### シングル収録曲
シングルレコードは日本コロムビア（SCS-303）とキャニオンレコード（CX-35）の競作で発売された。
1. あたふたバンバン
作詞：山元護久、作曲：小林亜星、編曲：青木望、歌：金森勢、ビッグ・マンモス、ピンポンパンちびっこ合唱隊
2. 風がふけば風がふく
作詞：伊藤アキラ、作曲・編曲：井上忠夫、歌：酒井ゆきえ、ビッグ・マンモス、ピンポンパンちびっこ合唱隊

## ピンポンパン体操 '77「おはようさんさんピンポンパン」
作詞：荒木とよひさ、作曲：井上忠夫、編曲：クニ河内、歌：お兄さん（金森勢）、ビッグ・マンモス、ピンポンパンちびっこ合唱隊、コーラス：シンガーズ・スリー。
「朝」をテーマにしながら、メイン音楽はラインダンス風になった。

### シングル収録曲
シングルレコードは日本コロムビア（SCS-386）とキャニオンレコード（CX-42）の競作で発売された。
1. おはようさんさんピンポンパン
作詞：荒木とよひさ、作曲：井上忠夫、編曲、馬飼野康二、歌：金森勢、ビッグ・マンモス、ピンポンパンちびっこ合唱隊、シンガーズ・スリー
2. ピッピ・ビューティ
作詞：スギ紀彦、作曲・編曲：服部克久、歌：酒井ゆきえ、ピンポンパンちびっこ合唱隊

## ピンポンパン体操「ミクロの探検隊」
作詞：阿木燿子、作曲：宇崎竜童、編曲：クニ河内、歌：お兄さん（金森勢）、ビッグ・マンモス、ピンポンパンちびっこ合唱隊。なお金森お兄さんが参加したのはこれが最後。

### シングル収録曲
シングルレコードは日本コロムビア（SCS-443）とキャニオンレコード（CX-50）の競作で発売された。
1. ミクロの探検隊
作詞：阿木燿子、作曲：宇崎竜童、編曲：クニ河内、歌：金森勢、ビッグ・マンモス、ピンポンパンちびっこ合唱隊
2. 屋根にのぼれば
作詞：鈴木悦夫、作曲・編曲：服部克久、歌：酒井ゆきえ、ブチャ（富山敬）

## ピンポンパン体操 '80「ブッチュン・キッスだ!ピンポンパン」
作詞：荒木とよひさ、作曲・編曲：大野雄二、歌：お兄さん（宮澤芳春）、ビッグ・マンモス、ピンポンパンちびっこ合唱隊。この作品から宮澤芳春がお兄さんとして参加する。
「デート」をテーマにしているが、「さわってみたいな髪の毛に」「おしりに電気が走っちゃう」「チョメチョメほっぺにタッチンチョ」「さわってみたいなスカートに」「ムチョムチョおしりにタッチンチョ」と、子供向けにしてはどぎつい歌詞。

### シングル収録曲
シングルレコードは日本コロムビア（SCS-496）とキャニオンレコード（CX-53）の競作で発売された。
1. ブッチュン・キッスだ!ピンポンパン
作詞：荒木とよひさ、作曲・編曲：大野雄二、歌：宮澤芳春、ビッグ・マンモス、ピンポンパンちびっこ合唱隊
2. ハチャメチャ音頭
作詞：鈴木悦夫、作曲・編曲：服部克久、歌：大野かおり、坂本新兵、宮澤芳春、石村治樹、大竹宏、ビッグ・マンモス

## ピンポンパン体操「社長さんスッテンコ」
作詞：前川忠司、作曲・編曲：八木正生、歌：ビッグ・マンモス、ピンポンパンちびっこ合唱隊。
全部で9番からなり、五十音の各行と「スッテンコ」した人物で構成（「わ行」と「ん」は無し）。
1. あ行（社長さん）
2. か行（お母さん）
3. さ行（お坊さん）
4. た行（お姉さん）
5. な行（大工さん）
6. は行（王選手）
7. ま行（刑事さん）
8. や行（お父さん）
9. ら行（お兄さん）

番組では1・2・3・6・9番を使用、また1番は新兵ちゃん（坂本新兵）が「社長さん」、2番はおねえさん（大野かおり）が「お母さん」、3番はガンちゃん（石村治樹）が「お坊さん」、6番はカータンが「王選手」に扮して登場する、歴代体操では珍しいコスプレを行った。なお9番の「お兄さん」パートはおにいさん（宮澤芳春）が担当したが、コスプレはせずに通常の「ピンポンパン」衣装だった。

### シングル収録曲
シングルレコードは日本コロムビア（SCS-552）とキャニオンレコード（CX-58）の競作で発売された。
1. 社長さんスッテンコ
作詞：前川忠司、作曲・編曲：八木正生、歌：ビッグ・マンモス、ピンポンパンちびっこ合唱隊
2. 熱く!バビューン!
作詞・作曲：森雪之丞、編曲：あかのたちお、歌：ビッグ・マンモス

## ピンポンパン体操「コマーシャルたいそう」
作詞：伊藤アキラ、作曲：森田公一、歌：お姉さん（大野かおり）、坂本新兵、大竹宏、石村治樹、宮澤芳春。
初期に見られた「コマーシャル」をテーマにした。使用されたのは「ラーメン」「時計」「電卓」「化粧品」で、「化粧品」のパートのみ大野お姉さんが担当している。

### シングル収録曲
シングルレコードは日本コロムビア（SCS-570）とキャニオンレコード（CX-60）の競作で発売された。
1. コマーシャルたいそう
作詞：伊藤アキラ、作曲：森田公一、編曲：高田弘、歌：大野かおり、坂本新兵、大竹宏、石村治樹、宮澤芳春
2. スープはいかが
作詞：石川 良、作曲：杉本真人、編曲：高田弘、歌：大野かおり、ビッグ・マンモス

## ピンポンパン体操 '81「ストップ・ゲーム」
作詞：森雪之丞、作曲・編曲：宮川泰、歌：お姉さん（井上佳子）、坂本新兵、大竹宏、石村治樹、宮澤芳春、ビッグ・マンモス、東京アカデミー少年少女合唱団。

### シングル収録曲
シングルレコードは日本コロムビア（SCS-573）とキャニオンレコード（CX-62）の競作で発売された。
1. ストップ・ゲーム
作詞：森雪之丞、作曲・編曲：宮川泰、井上佳子、坂本新兵、大竹宏、石村治樹、宮澤芳春、ビッグ・マンモス、東京アカデミー少年少女合唱団
2. ザ・しりとり
作詞：鈴木悦夫、作曲・編曲：クニ河内、歌：井上佳子、坂本新兵、大竹宏、石村治樹、宮澤芳春、ビッグ・マンモス